# 阿都马南奥曼
拿督阿都马南奥曼（1936年—2017年1月18日），马来西亚政治人物、巫统党员。
他自1978年赢得瓜拉登嘉楼国会议席后开始政治生涯。1978年1月1日至7月28日担任国际贸易及工业部副部长。1980年，他被委任为农业部长。1981年马哈迪·莫哈末成为首相后，他继续担任该职直至1984年。
1987年巫统党选中，他支持东姑拉沙里领导的B队。1988年加入后者创立的四六精神党，并在第8届全国大选中代表穆斯林团结阵线赢下瓜拉登嘉楼国会议席。
2017年1月18日晚上7点12分，阿都马南在安邦鷹閣接受治疗时，因肺部感染去世，享年81岁。他被安葬在武吉加拉穆斯林公墓。